# Северный рейд
«Северный рейд» (официально — АО «Северный Рейд») — крупное предприятие в Северодвинске, относящееся к военно-промышленному комплексу. Занимается производством, ремонтом и модернизацией гидроакустических и навигационных комплексов и систем автоматики для кораблей и судов ВМФ России.
Численность работников (2016) — около 1000 человек.

## История
"Северное специализированное комплексно-наладочное предприятие «Рейд» было сформировано 22 февраля 1988 года на основании приказа Министерства судостроительной промышленности № 59 в развитие Решения Совета Министров РСФСР от 26 мая 1978 года № С-421. Предприятие входило в состав ЛПО «Равенство».
29 марта 1990 года приказом Министерства судостроительной промышленности № 52/с ССКНП «Рейд» переведено из состава ЛПО «Равенство» в состав в НПО «Аврора». При этом ССКНП «Рейд» было преобразовано в "Малое государственное предприятие «Рейд».
30 апреля 1991 года на основании приказа Министерства судостроительной промышленности № 191 МГП «Рейд» преобразован в "Малое государственное предприятие «Северный Рейд».
01 июля 1992 года на основании указа Президента РФ № 721 МГП «Северный Рейд» выходит из состава НПО «Аврора».
22 января 1993 года МГП «Северный Рейд» постановлением мэрии г. Северодвинска № 3-59 переименовано в "Государственное предприятие «Северный Рейд».
В 1994 предприятие получает хозяйственную самостоятельность.
29 мая 1998 года приказом Минэкономики РФ ГП «Северный Рейд» преобразовано в "Государственное унитарное предприятие «Северный Рейд».
12 июля 2001 года ГУП «Северный Рейд» распоряжением Российского Агентства по судостроению № 100 переименовано в "Федеральное государственное унитарное предприятие «Северный Рейд».
В мае 2003 года ФГУП «Северный Рейд» стал лауреатом премии «Российский национальный олимп». В том же году на выставке «Российский щит» предприятие было награждено золотой медалью и дипломом «За разработку и освоение технологий обеспечения плавучести объектов с повышенным экологическим риском». В 2004 году решением правительства к нему присоединён «ФГУП Завод Полярная звезда». При этом вся деятельность предприятия была переведена на территорию «Полярной звезды», а бывшее здание «Северного Рейда» на ул. Карла Маркса 46 передано Северному машиностроительному предприятию в счёт погашения долга.
В апреле 2008 Северный Рейд из федерального государственного унитарного предприятия (ФГУП) преобразован в открытое акционерное общество (ОАО).
В 2010 году «Северный рейд» рассматривался как возможная производственная база для проекта «Роснано» по производству светодиодов.
К 2012 году «Северный рейд» оказался в сложной финансовой ситуации. 19 марта 2012 года на предприятии введена процедура внешнего наблюдения. Полномочный представитель президента РФ в Северо-западном ФО Николай Винниченко назвал «Северный Рейд» одним из трёх наиболее проблемных предприятия ОПК на северо-западе, наряду с петербургской «Звездой» и северодвинской «Звёздочкой». Для финансового оздоровления правительство выделило предприятию 550 млн рублей.
В 2015 году ОАО «Северный Рейд» преобразовано в АО «Северный Рейд».
В 2015 году на предприятии начата масштабная программа технического перевооружения производства.
В 2015 году предприятие «Северный рейд» стало лауреатом Всероссийской промышленной премии «Глобальная индустрия-2015».
В 2016 году на «Северном рейде» начата реализация проекта «Создание высокотехнологичного производства металлических и неметаллических покрытий — гальваническое производство» общей стоимостью, ориентировочно, 220 млн руб..
Директора «Северного рейда»:
- Генералов, Владимир Петрович (1988—1991)
- Бармин, Сергей Иосифович (1991—2009)
- Пашков, Николай Данилович (2009—2010)[13]
- Максименко Олег Григорьевич (2010—2011)
- Телицын Михаил Александрович (2011—2012)
- Новопольцев Александр Сергеевич (2012—2013)[14]
- Чурсанов Андрей Валентинович (2013—2016)[15]
- Лычёва Ирина Евгеньевна (с 2016 года)[16][17]